# سهراب کاشانی
سهراب کاشانی (انگلیسی: Sohrab Kashani) (متولد ۲۱ فروردین ۱۳۶۸ در تهران) هنرمند و نمایشگاه‌گردان هنر معاصر ایران است.

## فعالیت‌های هنری

### سوپر سهراب (۲۰۰۹–اکنون)
سوپر سهراب، آلترایگوی کاشانی، ابرقهرمانی است که با طنز از مفهوم شکست در تلاش مکرر برای عبور از چالش‌های روزمره زندگی روزمره استفاده می‌کند. سوپر سهراب از طریق مستندسازی برخی از رویدادهای زندگی‌اش و شکست‌های خود، به بررسی مشکلات سیاسی اجتماعی کشور و سایر نقاط جهان می‌پردازد. سوپر سهراب همچنین برای به چالش کشیدن و استهزاء قدرت در فضاهای عمومی همچون موزه‌ها یا در خیابان مچ‌اندازی کرده و برنامه‌هایی برای وزنه‌برداری و تمرین‌های افزایش قدرت بدنی ارائه می‌کند.

### دیگر آپارتمان (۲۰۱۹–اکنون)
دیگر آپارتمان پروژه‌ای مشترک بین کاشانی و هنرمند ساکن پیتسبورگ، جان روبین است که همزمان در آپارتمان کاشانی در تهران و نمونه عین به عین آن آپارتمان و تمام متعلقاتش در موزه مترس فکتوری در پیتسبورگ، ایالات متحده اتفاق افتاد. هنرمندان آمریکایی با استفاده از عکس‌های دقیق کاشانی (که به دلیل ممنوعیت سفر شهروندان ایرانی امکان سفر به آمریکا را نداشت)، به همراه تیمی از سازندگان به بازسازی نمای آپارتمان تهران، معماری داخلی و تمامی آثار وی در آن موزه پرداختند. متعلقات شخصی او همچون از جای صابون تا اثاثیه شخصی‌اش، برای دیگر آپارتمان خریداری یا به‌طور کامل ساخته شد تا آنچه در آپارتمان کاشانی در تهران وجود داشت عیناً در پیتسبورگ تکرار شود. به این ترتیب سازمناب، استودیوی شخصی کاشانی که در آپارتمانش در تهران بود، در آپارتمان دیگر، در پیتسبورگ هم قرار گرفت. از آن پس هرآنچه در فضای استودیوی او در تهران انجام می‌شد نیز عیناً در پیتسبورگ تکرار می‌شد.

### داروخانه آپوته‌که فارماسی (۲۰۲۲ تا کنون)
داروخانه آپوته‌که فارماسی فضایی برای گفتگو در قالب یک داروخانه ایرانی است که توسط کاشانی و هنرمند آلمانی الاصل آناهیتا رزمی از سال ۲۰۲۲ اداره می‌شود. چیدمان آن شامل شبیه یک داروخانه پر از ماکتِ بسته‌های دارویی است. پروژه هنری داروخانه آپوته‌که فارماسی پس از همه‌گیری کووید و به تبع آن نگرانی عمومی از توزیع نابرابر واکسن که به مسئله‌ای جدی تبدیل شده بود شکا گرفت. قطع ارتباطات فرهنگی، زیرساخت‌های تجاری، موانع قانونی و نابرابری در توزیع دارو بین شمال جهانی و جنوب جهانی برخی از موضوعاتی است که در این فضا مطرح می‌شود. علاوه بر آن، هدف دیگر این پروزه بررسی آثار هنری الهام گرفته و آثار هنری کپی و تأثیر آن در بازاندیشی و تغییر موازنه قدرت‌های (نئو) استعماری است. داروخانه آپوته‌که فارماسی با گرد هم آوردن سخنرانان، همکاران و مخاطبین عام، بحث و گفتگو را در مورد این موضوعات مطرح و زمینه بحث بیشتر دربارهٔ این موضوعات را فراهم می‌کند.

## فعالیت‌های نمایشگاه‌گردانی

### سازماناب (۲۰۰۸–اکنون)

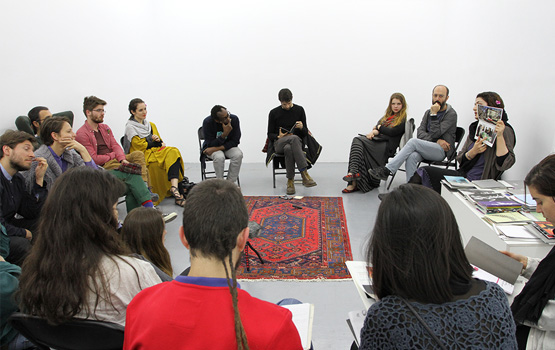
Cinétracts by Other Means در سازمانب در سال ۲۰۱۵، با همکاری مؤسسه هنر هلند / آکادمی رومینگ (Doreen Mende و The Otolith Group)

سازماناب یک فضای هنری است که در ابتدا به عنوان فضایی برای کار و اقامت دیگر هنرمندان در تهران و در سال ۱۳۸۷ تأسیس شد. سازماناب ااز سال ۱۳۸۷ تا ۱۳۹۳ در آپارتمانی در منطقه صادقیه تهران قرار داشت و بعداً در سال ۱۳۹۳ به ساختمانی قدیمی در خیابان خاقانی نزدیک دروازه دولت در مرکز شهر تهران منتقل شد. سازماناب از سال ۱۳۸۷ تاکنون بیش از صد رویداد و نمایشگاه در محل و خارج از محل خود برپا کرده است. سازماناب همچنین به عنوان شخصیتی هنری در دانشگاه‌ها، موزه‌ها و موسسات سخنرانی و سخنرانی دارد و در پانل‌ها، سمینارها و انجمن‌های بین‌المللی شرکت می‌کند.
نمایشگاه‌ها:
- سهراب کاشانی و جوزف دل پسکو، صدابردار (در سه قسمت) سازمانب (تهران، ایران) و موزه کارخانه تشک (پیتزبورگ، پنسیلوانیا، ایالات متحده آمریکا)، 2019.[۲۸]
- سهراب کاشانی، قاب‌های شکسته: آخرین آثار ویدئویی از ایران، موزه هنر کارنگی، پیتسبورگ، پنسیلوانیا، ایالات متحده، 2016.[۲۹]
- سهراب کاشانی و رضا آرامش، Centrefold Project: Spring of recession، سازماناب، تهران، ایران، 1394.[۳۰]
- سهراب کاشانی، نقشه‌برداری در داخل: راهنمای جایگزین برای تهران، معدن، دبی، امارات، 2015.[۳۱][۳۲]
- سهراب کاشانی، گمشده و پیدا شده در تهران: ویدئوی معاصر ایرانی، موزه هنر کلمبوس، کلمبوس، اوهایو، ایالات متحده، 2013.[۳۳]
- سهراب کاشانی، حقیقت ذهنی از ایران، مرکز هنرهای معاصر تفلیس (CCA-T)، تفلیس، گرجستان، 2013.[۳۴][۳۵]
- سهراب کاشانی و ساندرا اسکورویدا، هنوز زنده‌ها و برگزیده‌ها، زیرزمین دستان، تهران، ایران، ۱۳۹۲.
- سهراب کاشانی و ساندرا اسکورویدا، TVDinner تهران، سازماناب (تهران، ایران) و جنبش بین‌المللی مهاجر (نیویورک، ایالات متحده آمریکا)، ۲۰۱۱.
- سهراب کاشانی، اولین نمایشگاه سالانه هنر دیجیتال تهران (TADAEX)، گالری محسن، تهران، ایران، ۱۳۹۰.
- سهراب کاشانی و جان روبین، میکس یوتیوب تهران/پیتسبورگ، مدرسه یوتیوب برای سیاست اجتماعی، 2009.[۳۶]